# Исанин, Николай Никитич
Никола́й Ники́тич Иса́нин (1904—1990) — советский учёный, конструктор надводных и подводных кораблей многих типов. Академик АН СССР. Дважды Герой Социалистического Труда.

## Биография
Родился 5 мая (22 апреля по старому стилю) 1904 года в Москве в семье рабочего.
Трудовую деятельность начал в 13 лет в качестве рабочего в городе Петроград. В 1930 году окончил рабочий факультет ЛЭИ и был направлен в Ленинградский кораблестроительный институт (1934), после окончания которого, с 1935 года, в ЦКБ-17 прошёл путь от инженера-конструктора до заместителя главного конструктора лёгких крейсеров (в том числе типа «Чапаев»).
В 1946—1970 годах начальник — главный конструктор бюро (преобразовано в ЦКБ-16), занимающегося созданием и разработкой военно-морской техники, в том числе тяжёлого крейсера проекта 82. С 1953 года бюро стало заниматься подводными лодками.
Участник проектирования крейсеров типа «Киров»; зам. главного конструктора крейсеров типа «Чапаев». Руководитель ведущего ЦКБ по разработке военно-морской техники. Начальник — главный конструктор ЦКБ (1946—1970), разрабатывавшего проекты линейных кораблей, тяжелых линейных крейсеров, дизель-электрических и атомных подводных лодок.
Главный конструктор ряда проектов подводных лодок, среди них дизель-электрическая подводная лодка, с которой впервые в мире был произведен запуск баллистической ракеты, созданной КБ академика С. П. Королёва, а также самая быстроходная в мире ракетная титановая атомная лодка.
Член ВКП(б) с 1926 года. Депутат ВС СССР 7—8 созывов. Академик АН СССР (1970).
Умер 1 марта 1990 года. Похоронен в Ленинграде на Серафимовском кладбище.

### Работы
- Проект 611АВ на базе проекта 611 — первые советские лодки с баллистическими ракетами.
- Подводные лодки проекта 629 — дизельные лодки с баллистическими ракетами, послужили платформой для испытания основных типов советских БРПЛ:

- 601 — Р-29, для оснащения РПКСН второго поколения проекта 667Б «Мурена», после серии модернизаций ракеты Р-29РМУ2 всё ещё находятся на вооружении ВМФ РФ, ими оснащены РПКСН проекта 667БДРМ «Дельфин»;
- 605 — Р-27, для оснащения РПКСН второго поколения проекта 667А «Навага»;
- 619 — Р-39, главный калибр самых больших в мире подводных ракетоносцев проекта 941 «Акула»;
- 629А — Р-21, первые советские баллистические ракеты с подводным запуском.

- Подводная лодка проекта 661 «Анчар» (К-162)[1] — самая быстрая в мире подводная лодка.

## Награды и звания
- Герой Социалистического Труда (28 апреля 1968) — за большие заслуги в деле создания и производства новых типов ракетного вооружения, а также атомных подводных лодок и надводных кораблей, оснащенных этим оружием, и перевооружения кораблей Военно-Морского Флота[2][3]
- Герой Социалистического Труда (1974)
- Орден Ленина (28 апреля 1968) — за большие заслуги в деле создания и производства новых типов ракетного вооружения, а также атомных подводных лодок и надводных кораблей, оснащенных этим оружием, и перевооружения кораблей Военно-Морского Флота[2][4]

- Орден Ленина (1974)
- орден Октябрьской революции (1981)
- два ордена Трудового Красного Знамени (1954, 1984)
- две медали «За трудовое отличие» (1950, 1958)
- Сталинская премия I степени (10 апреля 1942) — за разработку проектов боевых кораблей
- Ленинская премия (1959)
- Почётный член (1972), председатель (1977—1987), почётный председатель (1988) НТО имени акад. А. Н. Крылова.

## Память

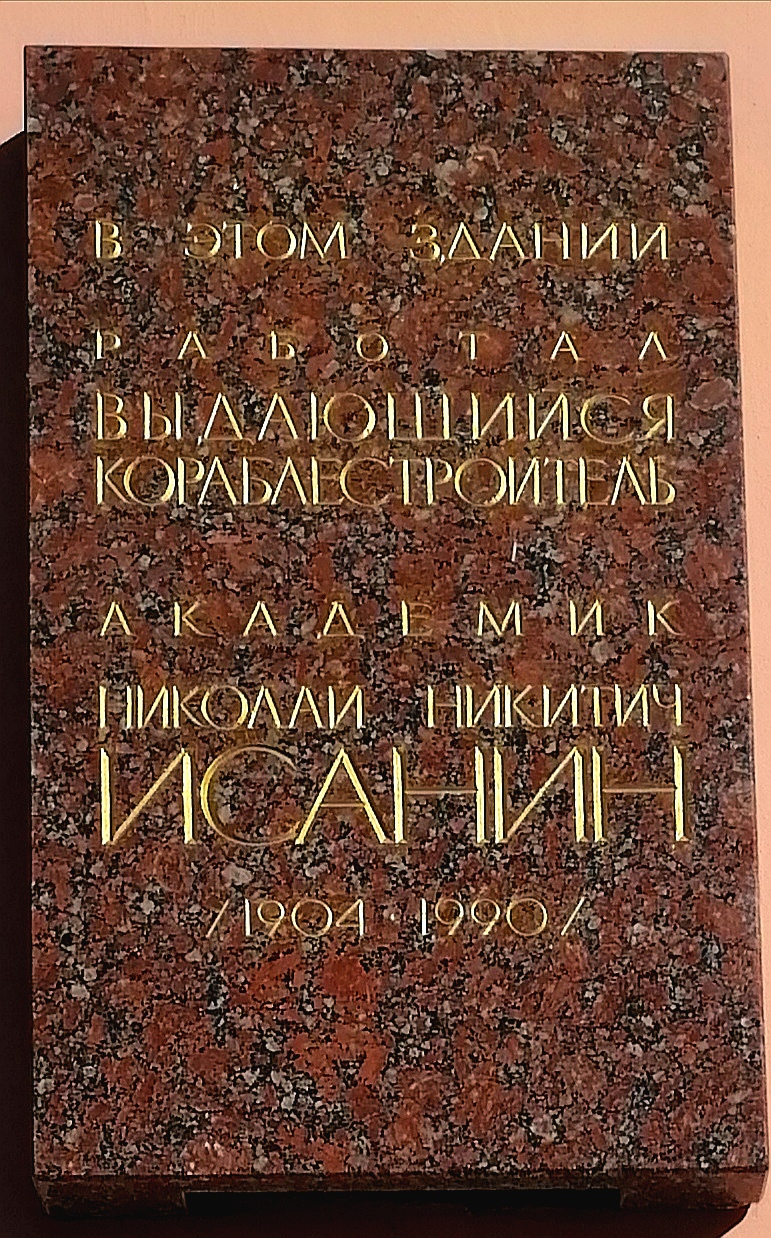

- Установлен бюст в Московском парке Победы в Петербурге (1984).
- В 1994 году именем Исанина названо научно-исследовательское судно «Академик Исанин».
- В 1994 году на здании Морского конструкторского бюро «Малахит» (ул. Фрунзе, 18) установлена мемориальная доска: «В этом здании работал выдающийся кораблестроитель, академик Николай Никитич Исанин (1904—1990)».
- Имя присвоено Санкт-Петербургскому морскому бюро машиностроения «Малахит».